# 思念合而为一吧/MIRAI TICKET
《思念合而为一吧/MIRAI TICKET》（日语：想いよひとつになれ/MIRAI TICKET）是Aqours的单曲，于2016年11月9日由Lantis发行。

## 概况
本单曲为双A面单曲，也是电视动画《Love Live! Sunshine!!》插入曲第3作。其中《思念合而为一吧》为第11话插曲，也是Aqours继首张单曲《你的心灵是否光芒闪耀？》之后第二首双center（中间）位歌曲及动画剧情中参加“Love Live!”初选的歌曲；《MIRAI TICKET》为第13话插曲，也是动画剧情中Aqours参加地区预选的歌曲。初回限定CD还附赠了特别版封面（与歌词小册子尺寸相同、但画像不同的纸卡）。
单曲发售首日，销量登上Oricon公信榜第四位；发行首周以约3.7万张的销量位列公信榜第3位及动画歌曲第1位。

## 收录曲目
括号中的中文翻译仅供参考，并非官方翻译。
1. （思念合而為一吧）
  - 作詞：畑亞貴，作曲、編曲：佐伯高志
2. MIRAI TICKET
  - 作詞：畑亞貴，作曲、編曲：EFFY
3. (Off Vocal)
4. (Off Vocal)